# Thorigny-sur-le-Mignon
Thorigny-sur-le-Mignon era un comune francese di 87 abitanti situato nel dipartimento delle Deux-Sèvres nella regione della Nuova Aquitania.
Il 1º gennaio 2019, il comune si è fuso con Usseau e Priaires per formare il nuovo comune di Val-du-Mignon, con decreto prefettizio del 19 settembre 2019.

## Società

### Evoluzione demografica
Abitanti censiti